# Peter Stepanovič Alimov
Peter Stepanovič Alimov (rusko Петр Степанович Алымов), sovjetski general, * 1901, † 1964.

## Življenjepis
Leta 1940 je postal načelnik štaba 1. zračnoobrambne brigade in še istega leta poveljnik artilerijskega polka 16. motorizirane strelske brigade. 
Med letoma 1941 in 1942 je bil poveljnik 5. zračnoobrambnega brigadnega področja, v letih 1942−43 poveljnik artilerije Komsomolskega zračnoobrambnega brigadnega področja in leta 1943 je postal poveljnik Gorkovske protiletalske artilerijske šole. Še istega leta je postal poveljnik Rostovskega in Donbaškega zračnoobrabrambnega brigadnega področja.
Leta 1944 je postal poveljnik 11. zračnoobrambnega korpusa in še istega leta namestnik poveljnika Leningrajske zračnoobrambne armade; slednji položaj je zasedal vse do leta 1946. Tega leta je postal poveljnik 83. protiletalske artilerijske divizije in nato 20. protiletalske artilerijske brigade. Leta 1949 je postal poveljnik 25. protiletalske artilerijske divizije, kateri je poveljeval vse do upokojitve leta 1949.